# جایدشت
جایدشت، روستایی در دهستان جایدشت بخش جایدشت شهرستان فیروزآباد در استان فارس ایران است. این روستا، مرکز بخش جایدشت است.

## جمعیت
بر پایه سرشماری عمومی نفوس و مسکن در سال ۱۳۹۵، جمعیت این روستا برابر با ۵٬۵۲۴ نفر (۱٬۷۸۰ خانوار) بوده است.

## رتبه در استان
روستای جایدشت با جمعیت ۵٬۵۲۴ نفر در سال ۱۳۹۵، یکی از روستاهای بزرگ استان فارس است و از ۵۲ شهر استان جمعیت بیشتری دارد.
- منابع:فهرست شهرهای استان فارس، فهرست پرجمعیت‌ترین روستاهای استان فارس

| ردیف | نام شهر    | نام شهرستان  | تاریخ تاسیس شهرداری | جمعیت (۱۳۹۵) |
| ---- | ---------- | ------------ | ------------------- | ------------ |
| ۱    | ارد        | گراش         | ۱۳۹۷                | ۵٬۴۴۳        |
| ۲    | مبارک‌آباد  | قیر و کارزین | ۱۳۸۷                | ۴٬۷۰۷        |
| ۳    | وراوی      | مهر          | ۱۳۸۲                | ۴٬۶۲۲        |
| ۴    | مشکان      | نی‌ریز        | ۱۳۸۱                | ۴٬۶۱۷        |
| ۵    | طسوج       | کوار         | ۱۳۹۷                | ۴٬۵۵۵        |
| ۶    | دهکویه     | لارستان      | ۱۳۹۸                | ۴٬۵۲۳        |
| ۷    | زنگی آباد  | مرودشت       | ۱۳۹۸                | ۴٬۲۷۳        |
| ۸    | عمادشهر    | لارستان      | ۱۳۸۹                | ۴٬۲۳۵        |
| ۹    | خاوران     | خفر          | ۱۳۶۱                | ۴٬۳۳۲        |
| ۱۰   | فدامی      | داراب        | ۱۳۸۷                | ۴٬۰۹۷        |
| ۱۱   | علامرودشت  | لامرد        | ۱۳۷۶                | ۴٬۰۶۸        |
| ۱۲   | خان زنیان  | شیراز        | ۱۳۸۷                | ۴٬۰۲۷        |
| ۱۳   | کره‌ای      | سرچهان       | ۱۳۸۲                | ۳٬۹۵۴        |
| ۱۴   | دژکرد      | اقلید        | ۱۳۸۷                | ۳٬۹۲۴        |
| ۱۵   | هماشهر     | سپیدان       | ۱۳۸۹                | ۳٬۸۵۲        |
| ۱۶   | نوجین      | فراشبند      | ۱۳۸۸                | ۳٬۷۶۹        |
| ۱۷   | فال        | مهر          | ۱۳۹۷                | ۳٬۷۵۷        |
| ۱۸   | کامفیروز   | مرودشت       | ۱۳۸۲                | ۳٬۷۱۳        |
| ۱۹   | خیرآباد    | خرامه        | ۱۳۹۸                | ۳۷۰۱         |
| ۲۰   | رستاق      | داراب        | ۱۳۹۷                | ۳٬۵۹۸        |
| ۲۱   | مزایجانو   | بوانات       | ۱۳۹۱                | ۳٬۵۶۷        |
| ۲۲   | دهرم       | فراشبند      | ۱۳۸۸                | ۳٬۴۶۸        |
| ۲۳   | کوهنجان    | سروستان      | ۱۳۸۹                | ۳٬۲۸۱        |
| ۲۴   | خوزی       | مُهر          | ۱۳۹۱                | ۳٬۲۴۵        |
| ۲۵   | کوپن       | رستم         | ۱۳۹۱                | ۳٬۲۳۷        |
| ۲۶   | اهل        | لامرد        | ۱۳۷۵                | ۳٬۱۷۹        |
| ۲۷   | حسامی      | سرچهان       | ۱۳۸۹                | ۳٬۱۳۱        |
| ۲۸   | سورمق      | آباده        | ۱۳۸۴                | ۳٬۰۵۰        |
| ۲۹   | اسیر       | مُهر          | ۱۳۸۹                | ۳٬۰۴۲        |
| ۳۰   | خانمین     | مرودشت       | ۱۳۹۱                | ۳٬۰۲۰        |
| ۳۱   | دوبرجی     | داراب        | ۱۳۸۸                | ۲٬۹۰۷        |
| ۳۲   | قطرویه     | نی‌ریز        | ۱۳۸۸                | ۲٬۸۹۵        |
| ۳۳   | نودان      | کوه‌چنار      | ۱۳۷۹                | ۲٬۸۹۲        |
| ۳۴   | افزر       | قیر و کارزین | ۱۳۸۴                | ۲٬۶۵۷        |
| ۳۵   | رامجرد     | مرودشت       | ۱۳۸۸                | ۲٬۵۵۰        |
| ۳۶   | نوبندگان   | فسا          | ۱۳۸۴                | ۲٬۴۱۰        |
| ۳۷   | چاه ورز    | لامرد        | ۱۳۹۷                | ۲٬۳۹۱        |
| ۳۸   | حسن‌آباد    | اقلید        | ۱۳۸۸                | ۲٬۰۴۵        |
| ۳۹   | سلطان‌شهر   | خرامه        | ۱۳۹۱                | ۱٬۹۲۸        |
| ۴۰   | مادرسلیمان | پاسارگاد     | ۱۳۹۱                | ۱٬۵۴۶        |
| ۴۱   | بابامنیر   | ممسنی        | ۱۳۹۱                | ۱٬۳۷۹        |
| ۴۲   | دوزه       | جهرم         | ۱۳۸۹                | ۱٬۳۴۸        |